# Phare de Scoglitti
Le phare de Scoglitti (en italien : Faro di Scoglitti) est un phare situé dans le village de Scoglitti qui se trouve sur le territoire de la commune de Vittoria en mer Méditerranée, dans la province de Raguse (Sicile), en Italie.

## Histoire
Le phare a été mis en service en 1904, sur le front de mer de Scoglitti à 12 km au su-ouest de près du petit port de Punta Secca à environ 25 km au sud-est de Raguse. Le phare est entièrement automatisé et alimenté par le réseau électrique. Il est géré par la Marina Militare.

## Description
Le phare  se compose d'une tour octogonale en maçonnerie de 13 m de haut, avec double galerie et lanterne, au centre d'une maison de gardiens d'un étages. La tour est blanche et le dôme de la lanterne est gris métallisé. Il émet, à une hauteur focale de 15 m, trois éclats blancs toutes les 10 secondes. Sa portée est de 8 milles nautiques (environ 15 km).

Identifiant : ARLHS : ITA-080 ; EF-2946 - Amirauté : E1898 - NGA : 10180 .

## Caractéristiques dufeu maritime
Fréquence : 10 secondes (W)
- Lumière : 1 seconde
- Obscurité : 1 seconde
- Lumière : 1 seconde
- Obscurité : 5 secondes

### Lien connexe
- Liste des phares de la Sicile